# Rashard Lewis
Rashard Quovon Lewis (nascut el 8 d'agost de 1979 a Pineville, Louisiana), és un exjugador de bàsquet professional estatunidenc que disputà 16 temporades a l'NBA. Fou seleccionat com a número 2 del Draft de 1998 per Seattle SuperSonics directament des de l'institut.
El 2009 fou sancionat per donar positiu en un control antidopatge.
La temporada 2012-13 es va proclamar campió de l'NBA amb els Miami Heat.